# Acalypha mairei
Acalypha mairei là một loài thực vật có hoa trong họ Đại kích. Loài này được (H.Lév.) C.K.Schneid. mô tả khoa học đầu tiên năm 1916.